# Asté
Asté är en kommun i departementet Hautes-Pyrénées i regionen Occitanien i sydvästra Frankrike. Kommunen ligger i kantonen Campan som tillhör arrondissementet Bagnères-de-Bigorre. År 2022 hade Asté 572 invånare.

## Befolkningsutveckling
Antalet invånare i kommunen Asté
| Referens: INSEE |